# The Unsuspected
The Unsuspected is een Amerikaanse film noir uit 1947 onder regie van Michael Curtiz. In Nederland werd de film destijds uitgebracht onder de titel Een perfect alibi.

## Verhaal
Victor Grandison presenteert een radioprogramma over onopgeloste moordzaken. Na de zelfmoord van zijn secretaresse duikt er een vreemdeling op. Hij beweert de man te zijn van zijn pupil Matilda. Hij beschuldigt Victor van betrokkenheid in een moordcomplot.

## Rolverdeling
| Acteur            | Personage             |
| ----------------- | --------------------- |
| Joan Caulfield    | Matilda Frazier       |
| Claude Rains      | Victor Grandison      |
| Audrey Totter     | Althea Keane          |
| Constance Bennett | Jane Moynihan         |
| Hurd Hatfield     | Oliver Keane          |
| Ted North         | Steven Francis Howard |
| Fred Clark        | Richard Donovan       |
| Harry Lewis       | Max                   |
| Jack Lambert      | Mijnheer Press        |
| Ray Walker        | Assistent van Donovan |
| Nana Bryant       | Mevrouw White         |
| Walter Baldwin    | Rechter Maynard       |